# 1939年のル・マン24時間レース

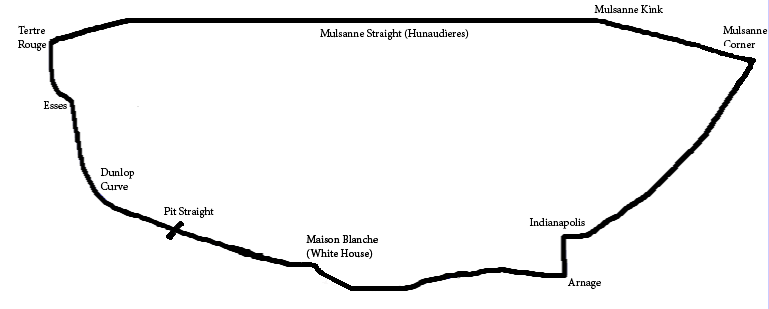
1939年のコース

1939年のル・マン24時間レース（24 Heures du Mans 1939 ）は、16回目のル・マン24時間レースであり、1939年6月17日から6月18日にかけてフランスのサルト・サーキットで行われた。

## 概要
出走したのは42台。フランス車が主役の傾向はこの年も続いた。完走したのは20台。
ジャン＝ピエール・ウィミーユ（Jean-Pierre Wimille ）/ピエール・ヴェイロン（Pierre Veyron ）組のブガッティ・タイプ57Cの1号車が24時間で3354.760kmを平均速度139.781km/hで走って優勝した。
ラゴンダが優勝を狙って出場し、3位と4位の好成績を収めた。
2ヶ月後の1939年9月に第二次世界大戦が始まり、1949年のル・マン24時間レースまで10年開催されなかった。